# Kvarnstensbrottet i Östra Utsjö
Kvarnstensbrottet i Östra Utsjö är ett kulturreservat i Malungs socken i Malung-Sälens kommun.
Kvarnstensbrottet i Östra Utsjö inrättades 2003 som kulturreservat med syfte att bevara ett av Sveriges största kvarnstensbrott. Brytning av kvarnstenar har pågått i Östra Utsjö i över tusen år. Det första skriftliga belägget är en karta från 1677/1678. Det äldsta kvarnstensfyndet som härrör från kvarnstensbrottet i Östra Utsjö dateras till början av 700-talet och återfanns i Sanda, Fresta socken. Det har beräknats att fram till dess verksamheten upphörde på 1880-talet bröts över 30 000 kvarnstenspar där, under förutsättning att det var skvaltkvarnsstenar.
Kvarnstenarna har huggits ur en skiffrig dalasandsten, vilken har haft inslag av kvartskorn som gjort dem ypperliga för malning. Brottet är ungefär 1,7 kilometer långt och 50-170 meter brett och ligger på en höjdsträckning på 390-420 meters höjd över havet.
Brytning har skett av bönder från närliggande byar som Östra Utsjö, Myckelbyn, Grimsåker, Backbyn och Böle. Carl von Linné, som besökte gruvan 1734, har uppgivit att brytningen skedde under vinterhalvåret. Slutbearbetningen skedde antingen i brottet eller vid hemmagårdarna.

## De arkeologiska fynden berättar

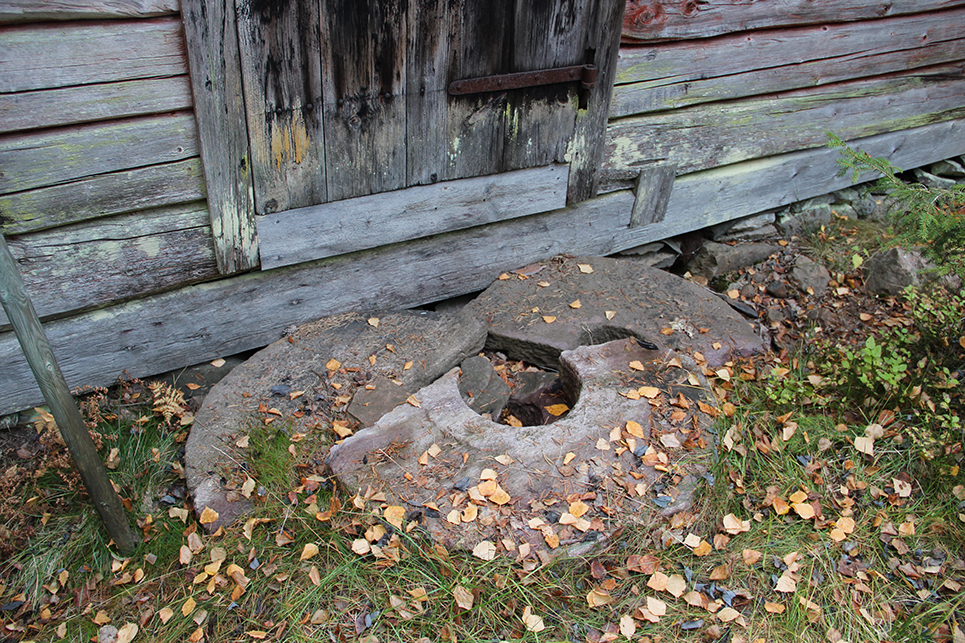
Kvarnstenar huggna i Malung som trappsteg till kvarnhus i byn Jägra

Det arkeologiska materialet av Malungssten är daterad till Vendeltid, det vill säga 700-talet. Men det är viktigt att notera att de arkeologiska fynden visar när användningen av kvarnstenen upphörde, när den slängdes eller hade gått sönder. Före det hade kvarnstenen använts i många år, kanske till och med en hel generation. Huggningen av kvarnstenen och användningen av den ligger alltså ännu tidigare i tid. Kvarnstenshuggningens start i Kvarnberget i Östra Utsjö är samtida med andra kvarnstensbrott i Norden, bland annat i Hyllestad i Norge.
Många av de kvarnstensfragment som hittas vid arkeologiska fynd runt Mälaren kommer från kvarnstensbrottet i Östra Utsjö. I Sigtuna stad har en total vikt på 118 kilo malungssten återfunnits. Bland annat en hel löpare (översten) daterad till 1032–1057, samt fragment av löpare daterad till 1180–1205. Kvarnsten från Malung förekom i Sigtuna ända sedan staden anlades på 980-talet av Erik Emundsson (Segersäll). Under åren 1988–1990 grävde arkeologerna i kvarteret Trädgården i Sigtuna. Fyra medeltida gårdar undersöktes. Kvarnstensmaterialet som hittades var övervägande från Malung och är handkvarnar. Handkvarnarna från Malung återfanns sparsamt i de äldsta lagren från 980–989, men ökade under tidigt 1000-tal, vilket visar på en ökad handel med Dalarna.
I Uppsala har ett flertal kvarnstensfragment hittats vid utgrävningar. Flera av fragmenten är från Malung. Fynden, som är fragment av handkvarnar, är daterade från 1000-talet fram till 1600-talet. I kvarteret Bryggaren i Uppsala har fragment av kvarnsten från Malung hittats som daterats till 1100–1400-talet, och i kvarteren Kransen, Rådhuset, Toven Trädgården och Disa har kvarnsten från Malung återfunnits. Materialet uppvisar ett tidsspann mellan 1000 och 1600-talet. Under en period av 600 år har således en intensiv handel med malungssten förekommit. 
Så långt söderut som i Lund har malungssten återfunnits. Kvarnstensfragmentet hittades där SF-Bio Filmstaden ligger i dag i centrala Lund. Eketorps borg på Öland har tre skilda perioder av aktivitet. Den sista och tredje perioden som är mellan 1170 och 1240 e.Kr. har malungssten hittats som troligtvis kommit till borgen med soldater. i Visby på Gotland har malungssten också hittats. Vid Stora Torggränd innanför murarna återfanns fragment av kvarnsten tillsammans med en risflätad ugn. Kanske har det varit ett medeltida bageri. Kvarnstenen och ugnen är daterade till 1100–1200-talet.

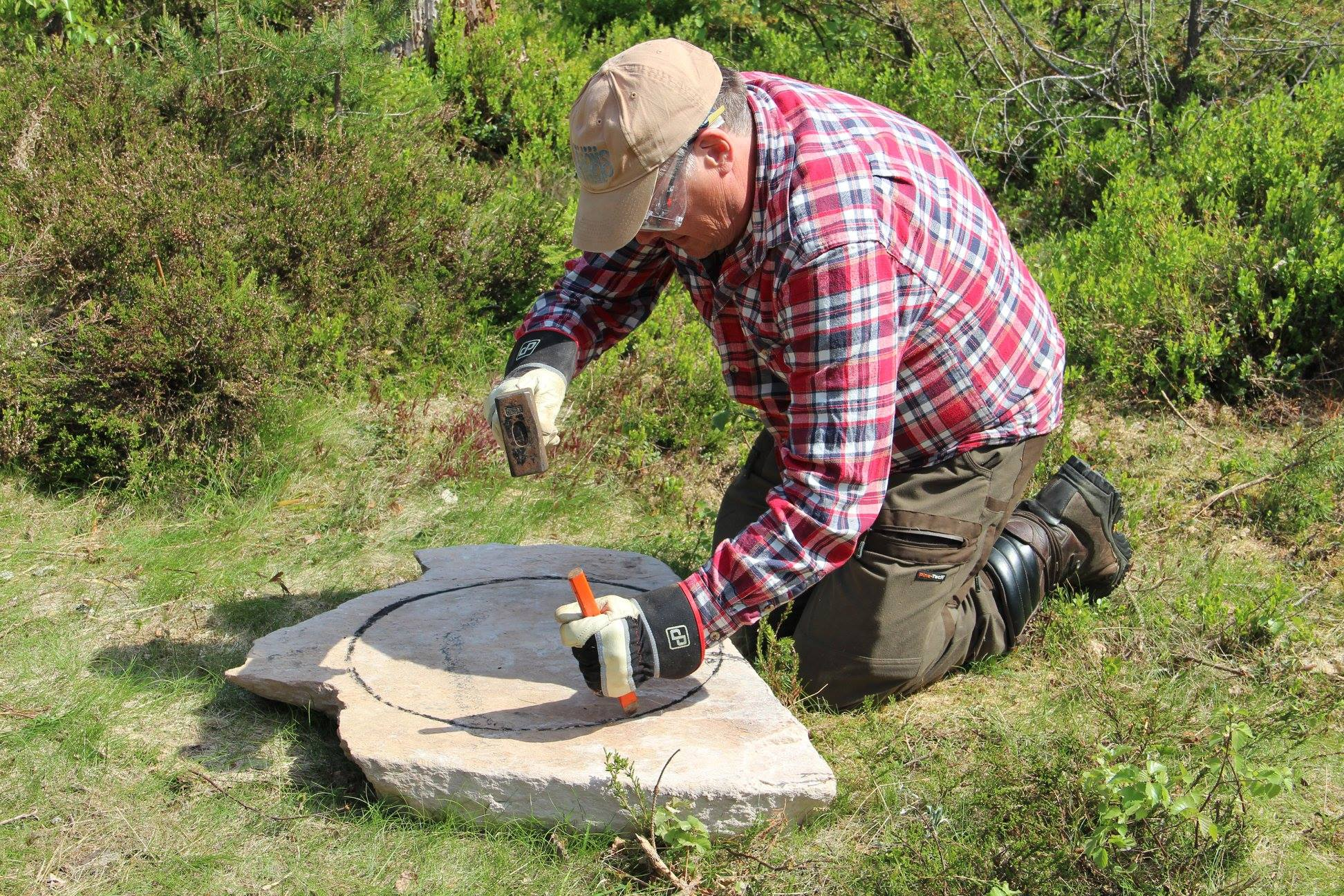
Att hugga en kvarnsten ur ett stenämne kräver tålamod. Upp till två veckor kunde det ta att hugga en sten, och en kvarnsten består ju av ett par, så det tog en månads arbete för att få en översten och understen

Det äldsta kvarnstensfragmentet som är från Östra Utsjö kvarnstensbrott i Malung är återfunnet i Sanda, Fresta socken i Uppland. Här har fragment av handkvarnar hittats i ett kulturlager som daterats till 700-talet. Platsen har länge varit en boplats med flera bostadshus, de tidigaste vid 400-talet e.Kr. Aktiviteter på platsen har varit intensiv. Byggnaderna  har varit många och olika. Även hägnader och stängsel har funnits vilket visar på djurhållning.

## Kvarnstensbrottet
I kvarnstensbrottet i Östra Utsjö finns liggmilor, en variant av kolmila där veden lades ned istället för att ställas upp. Två liggmilor har daterats till intervallen 1455–1527 respektive 1557–1632. En undersökning som gjorts i november 2017 visar på kolgropar, fångstgropar och mindre kvarnstensbrott strax utanför det stora kvarnstensbrottet i Östra Utsjö. Kvarnstensbrottet är uppdelat i en äldre och nyare del. Den äldre delen som återfinns längst söderut består av vattenfyllda gruvhål och gammal skog. De höga skrotstenshögarna bildar berg i skogen. Här finns värdefull flora som köttickan, skuggblåslav och violett tagellav som endast växer i speciella miljöer. Den norra delen av brottet som benämns som den nya delen har gles uppväxt tallskog och här syns skrotstenarna mycket tydligare eftersom mossan inte växt över lika mycket som i södra delen. Både i gamla och nya delen finns gott om kvarlämnade kvarnstensämnen. Som besökare kan man se tydliga sprickor i en del av kvarnstenarna som lämnats kvar. Flera dagars arbete, ibland flera veckors slit var förgäves om stenen sprack.

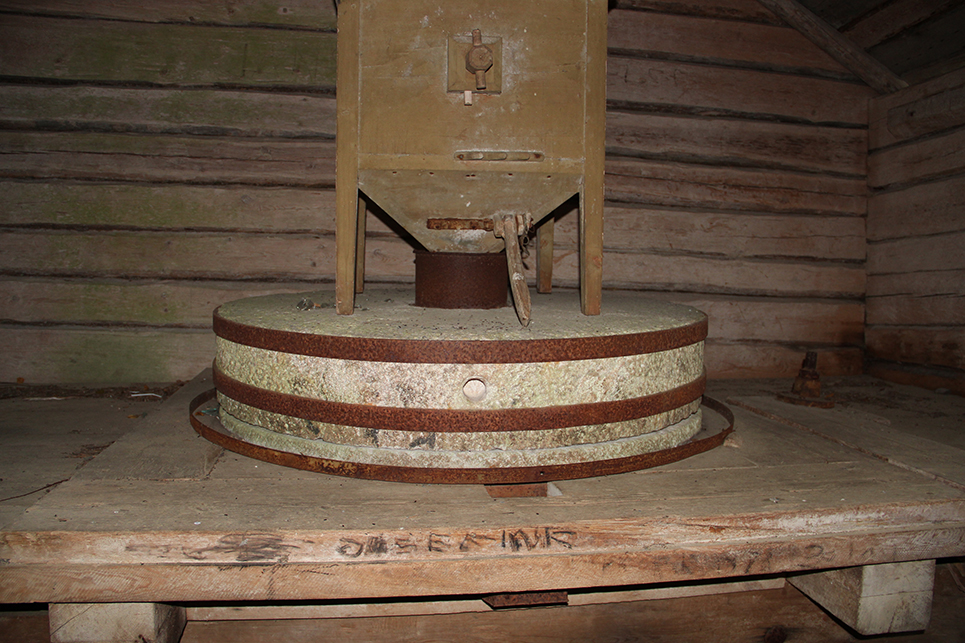
Kvarnstenspar i skvaltkvarn i byn Jägra utanför Malung.

Åtminstone fem husgrunder finns inom brottet. Tre av dem är i norra delen. Husgrunderna är små och innermåtten är cirka 2,5-3,5x4,5-4,7 m. Troligtvis har husen använts både som rastkojor, smedjor och förråd. I brottet högg man både mindre handkvarnar och större kvarnstenar till skvaltkvarnar som var vanligt förekommande vid mindre vattendrag i Dalarna. Att arbetet i kvarnstensbrottet var farligt visar denna anteckning som prästen förde in i sin dödbok i Malung år 1802:
"Olyckshändelse. War juhlafton wid Qwarnberget hwarest han genom brottets nedfallande krossades i hufvud och armar; han fördes derifrån; låg till sängs 2 dygn och dog 2 dagar Kl. 6 om aftonen i Böhle. 30 år." 

## Besökare i kvarnstensbrottet i Östra Utsjö

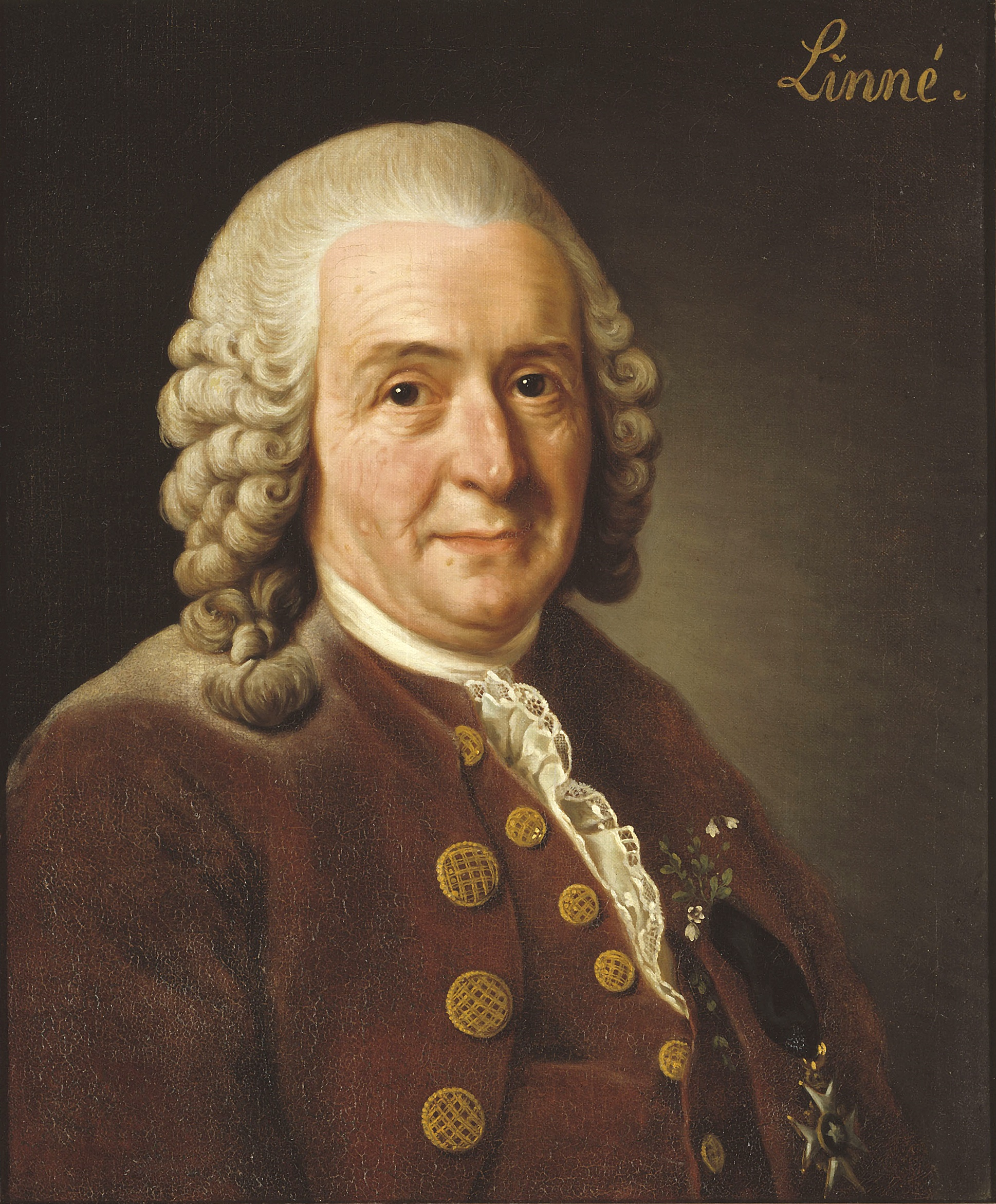
Carl von Linné

År 1734 gjorde Carl von Linné sin resa genom Dalarna och besökte Malung i augusti samma år. Även kvarnstensbrottet i Östra Utsjö fick besöka av den nyfikne vetenskapsmannen. Linné nämner två kvarnstensbrott, dels Qwarnberget samt Biurås. Den sistnämnda platsen är Byråsens kvarnstensbrott som finns på andra sidan älven mot Värmland. Linné ansåg att de bästa kvarnstensämnena fanns och bröts i Östra Utsjö. Linné noterar också att huggningen i berget pågick från Mikaelidagen på hösten till vårens ankomst. Enligt Linné var stenarna till sin konsistens äro admirabla. Samtidigt var Linné konfus, han blev förvirrad då ingen direktör basade över gruvorna utan bönderna skötte dem själva gemensamt. Abraham Hülphers resa genom Dalarna 1757 finns också nedtecknad. Hülphers skriver att allmogen i Malung gjorde sig goda förtjänster på kvarnstenstillverkningen.
Kvarnstenshuggningen var under denna tid en av flera binäringar som malungsborna höll på med. Vid helgmässotid varje år gick 300-400 malungsbor även ut på vandring till grannsocknarna och ner till Stockholm för att sälja och bereda skinn. Hülphers nämner tre kvarnstensbrott på orten: Byråsen, Gärdås och kvarnstensbrottet i Östra Utsjö. Hülphers beskriver kvarnstensbrottet i Östra Utsjö så här:

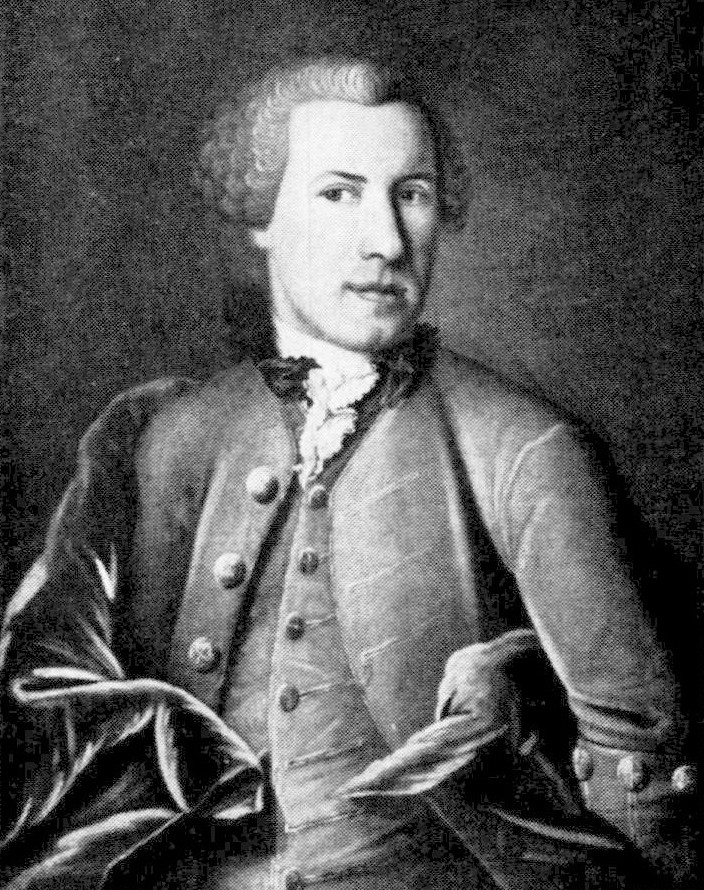
Abraham Hülphers

"Här var en ganska lång öpning i berget, af 12 till 20 alnars bredd men ungefär dubbelt djup, der brytas de bästa Qwarn-stenar, 9 till 10 qwarter i diameter, som grufägarena sielfwe hugga och bortsälja till sina Sokneboer, hwilka dem i Landsorterns, i synnerhet Wermeland och Öster-Dalarne föryttra /.../" 
Sommaren 1765 var de blivande forskarna i kemi och mineralogi, Johan Isac Adelswärd, Johan Gottlieb, Henric Gahn och Hans Jacob Gahn, på besök i Malung. De besökte kvarnstensbrottet i Östra Utsjö och blev besvikna då ingen arbetade i gruvorna under sommaren. Under sin vistelse fick de reda på att gruvorna var 20 alnar djupa. De nämner att berget var så hårt att bönderna använde skjutning för att bryta i berget. Det är svårt att veta vad som menas, men någon slags krut för sprängning i berget har förekommit. Vid detta besök nedtecknades även hur ägandeförhållandet i gruvorna var. Några få byar hade tillgång till gruvorna och gruvan gällde som fast egendom i handel och arv. Det brukade nästan alltid vara två kvarnhuggare i varje gruva som högg tillsammans och sedan sålde för att dela på betalningen. 

## Hantverket - att hugga en kvarnsten
Kvarnstenshantverket pågick i över tusen år i Östra Utsjö kvarnstensbrott, från 700-talet till 1880-talet. I brottet gjordes handkvarnar, kvarnstenar till skvaltkvarnar och större stenar till tullkvarnar. Kvarnstenarna lastades på en fora dragen av en häst eller oxe. I NBV:s regi gjordes bycirklar i Malung på 1980-talet. Här träffades ortsbor och skrev ned byarnas historia. I bland annat Grimsåker finns det bevarade pärmar från dessa kursträffar. Karl Hedlund var en av dem som skrev och han har bland annat skrivit om kvarnstensbrottet i Östra Utsjö. Så här skrev han:

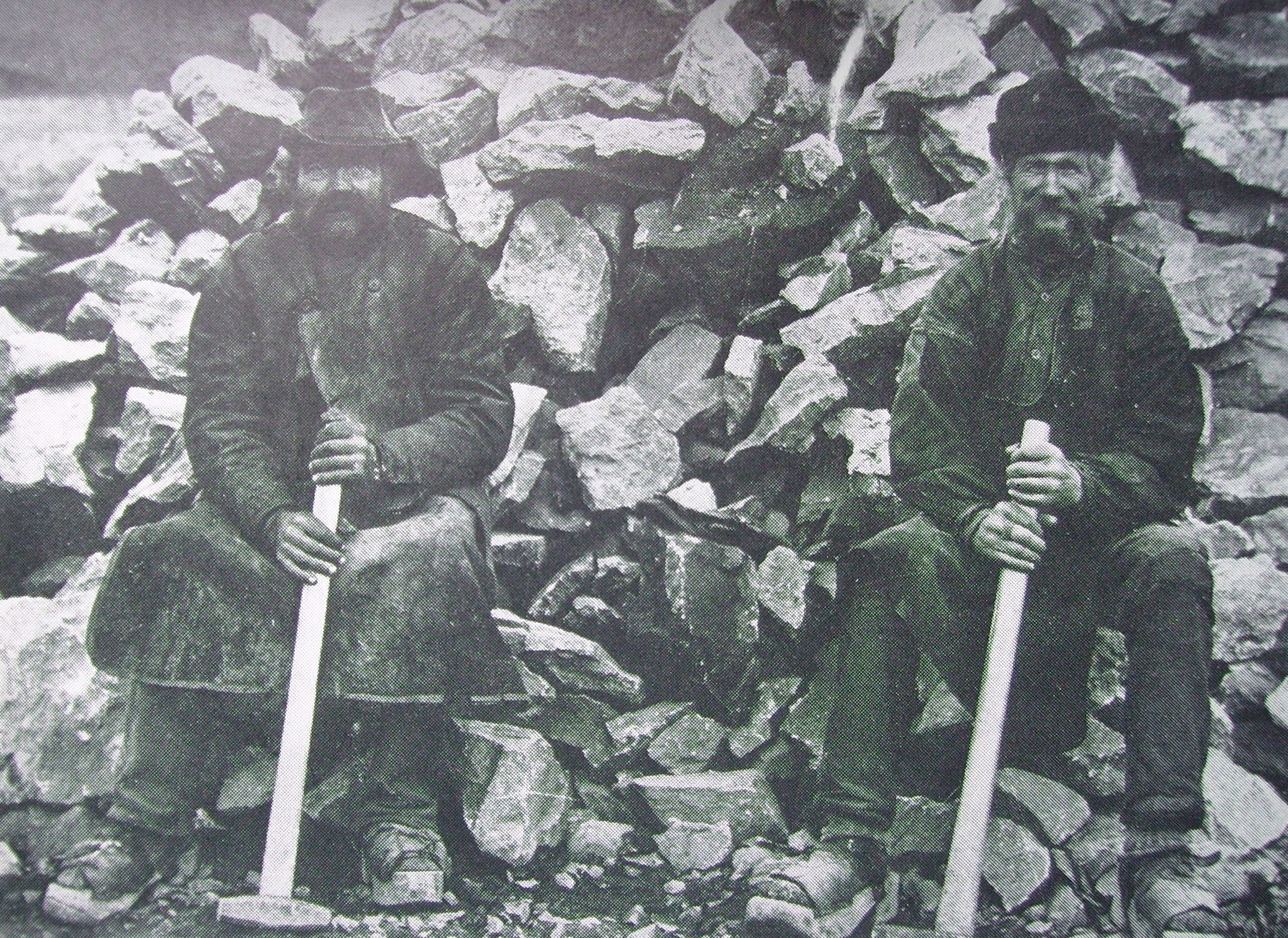
Nils-Arvid Bringéus, Arbete och redskap. Materiell folkkultur på svenska landsbygden före industrialismen. Malmö 1991. Okänd fotograf.

Närheten till Kvarnberget gjorde att kvarnstenshuggning för Grimsåkers by i äldre tider var ett viktigt näringsfång. Något ha de äldsta i byn kunnat berätta om kvarnstenshuggningen. Tors Anders har berättat följande: “Man hade i Kvarnberget små stugor med lavar runt väggarna att ligga på. Man flyttade upp till dessa, när man skulle till att bryta kvarnstenar. När man gjort ifrån sig på hösten med trösken, bar det av upp till gruvorna. Där sprängde man lös blocken med krut. Så hackade man till de stora kvarnstenarna på platsen och drog hem dem på lissdröjor. De, som skulle ha ett par kvarnstenar, fick sedan hämta dem i gården hos någon kvarnbergsgubbe, som brukade ha dem uppställda runt om väggarna kring husen. Han tog mot skriftliga beställningar, och det kom folk långväga ifrån och hämtade sina stenar hem, medan vinterföret var. Smärre block togos hem och hackades till hemmakvarnstenar. Där förr Tjurjersgården låg, vittna ännu skärvhögar om, att ägaren varit kvarnbergsgubbe.”

### Arbete både sommar och vinter i gruvorna
Lindh har upptecknat efter Britt Olov Halvarsson, född 1849: 
“Ämnena togos ut både vinter och sommar. Sprängningen skedde antingen med spett i sprickor eller med bergkrut. Ibland gjordes understenen av två halvor, som passade ihop och höllos samman av ett järnband. Detta var lättare att utföra. De färdiga större stenarna kördes hem på vinterföre. Mindre stenar köras hem på sommarföre. Då gjorde man iordning släp för hemkörningen. Vanligt var, att man kom från socknarna omkring för att köpa stenar. Två sexkvartersstenar såldes av farfar för 15 kronor. Jag var med upp till gruvan i Gammelberget som barn. Man låg kvar i en liten stuga. Farfar var ute så tidigt, att han måste ha stickbloss. Det var på hösten efter Mikaeli. Det var bättre stenar i Gamla Berget, mer fria från flinta och skrot. Större stenar gjordes färdiga uppe i berget. Mindre kunde man stå hemma på gården och hugga. Man brukade då ej köra ut med kvarnstenar till marknader. Vickes Per Isaksson i Grimsåker, farfar (Britt Per Halvarsson) och Magnil Mats Jonsson arbetade tillsammans. Farfar gjorde även skorstenspipor av hällar, som finnas bättre i Nyberget [norra delen]. Hackorna hade fyrkantig spets och voro större eller mindre för att “spänta av” sten med." 
Så skrev Karl Hedlund i Grimsåkers Bycirkel om kvarnstensbrytningen i Kvarnberget i Östra Utsjö. I hans text framkommer det att kvarnbergshantverkarna hade övernattningsstugor i brottet. “Lavar” runt väggarna borde rimligtvis vara bänkar runt väggarna där man kunde sitta eller lägga sig ned. Av texten framgår även att man var i brottet både vinter- och sommartid. De stora stenarna hackade man klart i brottet medan handkvarnarna gjordes klara på gården. Ordet “lissdröjor” är någon form av transportmedel, kanske inte helt olik en fora med trämedar. Kvarnstenshuggarna tog upp beställningar och radade upp sina färdighuggna kvarnstenar längs husgrunden på gården så alla kunde se dem och välja vilken de ville köpa. Det framkommer i texten att sprängning skedde i brottet med krut. Det är okänt hur mycket spill det blev av denna metod, eller om tekniken var så utvecklad att arbetarna i brottet kunde kontrollera hur mycket som sprängdes. Att man i eftertid tagit för givet att det endast var på hösten och vintern som det höggs kvarnstenar i Kvarnberget kan ha med denna text att göra då Britt Olov Halvarsson berättar för Justus Lindh hur han fick följa med sin farfar till brottet och att det var mörkt så de var tvungna att använda stickbloss. Just detta tillfälle skulle ha varit efter Mikaeli (29 september).  Men detta behöver ju inte betyda att det alltid höggs i berget på hösten och vintern, för som Britt Olov Halvarsson också nämner så höggs det i berget både sommar som vinter. Tors Anders nämner att på hösten när trösken var över började man arbeta i Kvarnberget. Men troligen fanns nog arbetare i berget året runt, fast rimligtvis mindre under sommaren då jordbruket tog sin tid.

### Tungt och slitsamt yrke
Två sexkvartersstenar kostade vid 1860-talet (?) 15 kronor enligt Britt Olov Halvarsson (född 1849) som var med när hans farfar sålde kvarnstenar. Femton svenska kronor år 1860 var ungefär 900 kronor år 2017 mätt med konsumentprisindex. Sex kvarter är 30 tum som motsvarar cirka 76 cm.
Det var tungt och slitsamt att arbeta som stenhuggare. I tidningen Bohusläningen från 1 oktober 2003 finns en intervju med stenhuggaren Einar Larsson, 90 år. Han hade huggit gatsten. Skyddsglasögon förekom inte. När någon av arbetarna fick en stenflisa i ögat cyklade de till läkare som med hjälp av två tändstickor fick ut flisan.  Från Lugnås kvarnstensbrott finns uppgifter om att stenhuggarna inte blev gamla, runt 30-40 år, då stendammet orsakade stenlunga. 

## Geologi
Kvarnstensbrottet i Östra Utsjö består av en skiffrig sandsten med upp till 4 mm stora kvartskorn. Färgen är grå till röd med en silkesliknande glans på klyvningsytorna. Glansen kommer sig av muskovit som omsluter större kvartskorn. Åldern på bergarten diskuteras. Enligt den geologiska länskartan placeras bergarten bland jotniska sandstenar.  I Malmer, industriella mineral och bergarter i Dalarnas län (2015) går att läsa "Stenbrotten är anlagda i en ljust röd Dalasandsten. Den brantstående jotniska sandstenen stupar 55–90° mot SV.”